# Глєбов Ілля
Ілля Глєбов (ест. Ilja Glebov, рос. Илья Глебов; *22 липня 1987, Таллінн, Естонія) — естонський фігурист, що виступає у парному спортивному фігурному катанні в парі з Марією Сергєєвою, разом з якою є триразовим чемпіоном з фігурного катання Естонії (2007—09, поспіль), виступали на Чемпіонатах Європи та світу з фігурного катання, не потрапляючи до чільної десятки. 

## Родина
Молодша сестра Іллі — Олена, також займається фігурним катанням і виступає на міжнародному рівні у жіночому одиночному розряді. Вона також чотириразова чемпіонка своєї країни.

## Кар'єра
Ілля Глєбов у дитинстві часто хворів і лікарі порадили йому зайнятися яким-небудь видом спорту на свіжому повітрі. Коли хлопцю було шість з половиною років, батьки записали його у секцію фігурного катання. Тренером Іллі була Ірина Кононова. Пізніше він перейшов у школу Анни Леванді (так само, як і його сестра). До 15 років хлопець займався як одиночник.
У 2004 році Іллю поставили в пару з Марією Сергєєвою, тренером пари стала багаторазова чемпіонка Естонії та учасниця Чемпіонатів Європи і світу у парі з Валдісом Мілтансом — Катерина Некрасова.
На міжнародний рівень пара вийшла у сезоні 2006/2007, коли вони вперше виступили в юніорській серії Гран-Прі. У тому ж сезоні вони вперше виграли національну першість Естонії з фігурного катання та стали 7-ми на Чемпіонаті світу з фігурного катання серед юніорів (2007).
У наступному (2007/2008) сезоні, крім юніорського Гран-Прі, вони взяли участь і в «дорослій» серії: стали шостими на «Cup of China»—2007 і сьомими на «Cup of Russia»—2007. На Чемпіонаті світу з фігурного катання серед юніорів 2008 року пара Сергєєва/Глєбов здійнялися на одну сходинку, ставши шостими.
У сезоні 2008/2009 пара взяла участь лише в одному етапі Гран-Прі на дорослому рівні — у «NHK Trophy»—2008, де стали п'ятими. На дебютному для себе Чемпіонаті Європи з фігурного катання 2009 року Сергєєва та Глєбов зайняли 14-е місце. На своєму останньому Чемпіонаті світу з фігурного катання серед юніорів спортсмени виступили невдало — посіли лише 12-ту позицію. У тому ж сезоні вони дебютували на Чемпіонатах Європи і світу 2009 року, де стали відповідно 14-ми і 17-ми.
Перед початком сезону 2009/2010 Сергєєва і Глєбов помінили тренера. Вони переїхали у Польщу в місто Торунь для роботи з Маріушом Сюдеком. На турнірі «Nebelhorn Trophy»—2009, зайнявши 9-те місце, змогли завоювати для Естонії одну путівку в парному катанні на зимових Олімпійських іграх у Ванкувері (Канада), де посіли передостанню 19-ту позицію.

## Спортивні досягнення
(з Марією Сергєєвою)
| Сезони/Змагання                                    | 2004/2005 | 2005/2006 | 2006/2007 | 2007/2008 | 2008/2009 | 2009/2010 |
| -------------------------------------------------- | --------- | --------- | --------- | --------- | --------- | --------- |
| Зимові Олімпійські ігри                            |           |           |           |           |           | 19        |
| Чемпіонати світу з фігурного катання               |           |           |           |           | 17        |           |
| Чемпіонати Європи з фігурного катання              |           |           |           |           | 14        | 13        |
| Чемпіонати світу з фігурного катання серед юніорів |           |           | 7         | 6         | 12        |           |
| Чемпіонати Естонії з фігурного катання             | 2         | 1J.       | 1         | 1         | 1         |           |
| Етапи Гран-Прі: «NHK Trophy»                       |           |           |           |           | 5         |           |
| Етапи Гран-Прі: «Cup of Russia»                    |           |           |           | 7         |           | 8         |
| Етапи Гран-Прі: «Cup of China»                     |           |           |           | 6         |           |           |
| Турніри: «Nebelhorn Trophy»                        |           |           |           |           |           | 9         |
| Турніри: «Ice Challenge»                           |           |           |           |           |           | 6         |
| Етапи юніорського Гран-Прі, Білорусь               |           |           |           |           | 10        |           |
| Етапи юніорського Гран-Прі, Велика Британія        |           |           |           | 6         | 6         |           |
| Етапи юніорського Гран-Прі, Естонія                |           |           |           | 6         |           |           |
| Етапи юніорського Гран-Прі, Чехія                  |           |           | 9         |           |           |           |
| Етапи юніорського Гран-Прі, Норвегія               |           |           | 7         |           |           |           |

J.= юніорський рівень

## Виноски
1. ↑  Брат і сестра Глєбови — як день і ніч. Архів оригіналу за 27 лютого 2009. Процитовано 16 лютого 2010.
2. ↑  Результати турніру Icechallenge, Грац, Австрія. Архів оригіналу за 31 жовтня 2009. Процитовано 16 лютого 2010.